# Intel Graphics Media Accelerator 3000

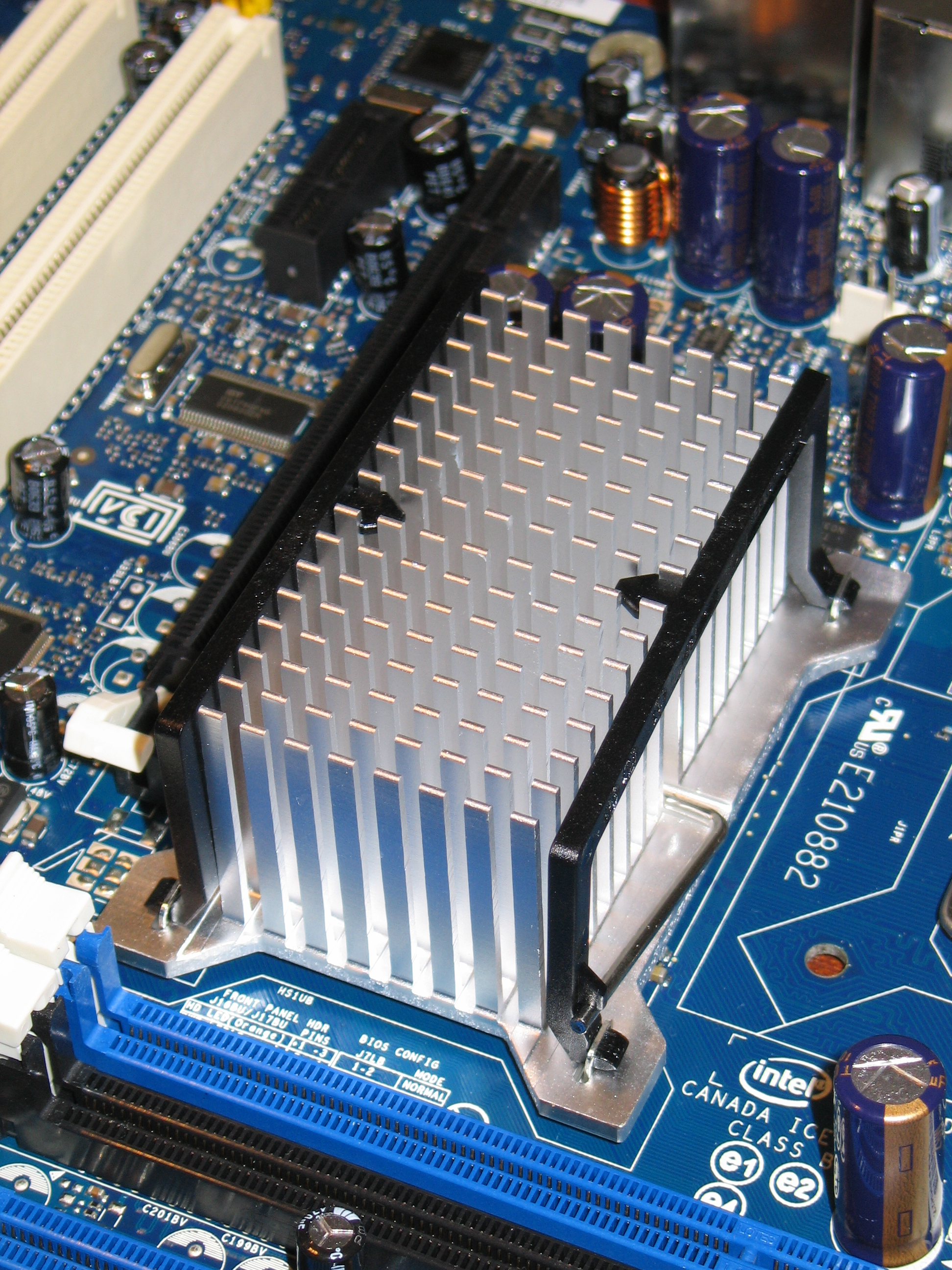
Intel Graphics Media Accelerator 3000

Intel Graphics Media Accelerator 3000 é um chipset grafico da Intel. o G965, foi oficializado com o nome de Intel Graphics Media Accelerator 3000 e é o primeiro chipset com DirectX 10 e suporte real para Shader Model 4.0.
Um suporte para o Windows Vista foi previsto para versões futuras. Infelizmente não é bom quanto a Intel HD Graphics 3000.